# Константін Будеску
Константін Будеску (рум. Constantin Budescu, нар. 19 лютого 1989, Манасія) — румунський футболіст, півзахисник клубу «Стяуа». Футболіст року в Румунії (2017).
Виступав, зокрема, за клуби «Петролул» та «Астра» (Джурджу), а також національну збірну Румунії.

## Клубна кар'єра
Народився 19 лютого 1989 року в місті Манасія. Вихованець футбольної школи клубу «Петролул». Дорослу футбольну кар'єру розпочав 2005 року в основній команді того ж клубу, в якій провів п'ять з половиною сезонів, взявши участь у 151 матчі другого дивізіону Румунії. Більшість часу, проведеного у складі «Петролула», був основним гравцем команди.
На початку 2011 року перейшов в інший клуб з Плоєшті — «Астра», у складі якого і дебютував у вищому румунському дивізіоні, а 2012 року клуб переїхав у місто Джурджу, де Будеску і продовжив виступати з клубом, вигравши у 2014 році Кубок і Суперкубок Румунії. Граючи у складі «Астри» також здебільшого виходив на поле в основному складі команди і був одним з головних бомбардирів команди, маючи середню результативність на рівні 0,37 голу за гру першості.
У лютому 2016 року Будеску підписав трирічний контракт з клубом другого китайського дивізіону «Далянь Їфан» із зарплатою на в 3 мільйони євро плюс 500 тис. євро після підписання. Однак закріпитись у китайському клубі румун не зумів і вже у серпні 2016 року був відданий в оренду своєму попередньому клубу «Астрі», яка 26 січня 2017 року підписала з гравцем повноцінний півторарічний контракт
.
10 червня 2017 року перейшов складу столичної «Стяуа», підписавши чотирирічну угоду
. 20 грудня він був оголошений газетою «Gazeta Sporturilor» переможцем премії  Футболіста року в Румунії на 2017 рік. Станом на 8 квітня 2018 року відіграв за бухарестську команду 20 матчів в національному чемпіонаті.

## Виступи за збірну
У січні 2013 року тренер національної збірної Румунії, Віктор Піцурке, запросив гравця зіграти за другу збірну на дружній неофіційний турнір в Іспанії. Будеску був використаний лише у одному матчі, в якому румуни поступились Польщі з рахунком 1:4. Цей турнір не є частиною розкладу, затвердженого ФІФА, і офіційно не враховується в протоколі будь-якої команди.
Два роки по тому у 2015 році Будеску таки офіційну дебютував за головну команду і зіграв три матчі відбору на Євро-2016, дебютувавши в матчі проти Угорщини (0:0), вийшовши на поле на 78 хвилині. В останньому турі відбіркового турніру, 11 жовтня 2015 року, Будеску з командою грав на виїзді проти Фарерських островів і забив два голи, допомігши команді здобути перемогу 3:0. Ця перемога забезпечила румунам друге місце в групі, і, таким чином, кваліфікувала її на чемпіонат Європи. Тим не менш у заявку на цей турнір гравець включений не був.
Згодом Константін зіграв у двох матчах відбору на чемпіонат світу 2018 року, зробивши дубль у грі проти Казахстану (3:1), проте цього разу румуни зайняли лише 4 місце у групі і не вийшли на турнір.

## Статистика виступів

### Статистика клубних виступів
| Сезон                       | Команда                     | Чемпіонат                   | Чемпіонат | Чемпіонат | Національний кубок | Національний кубок | Національний кубок | Континентальні кубки | Континентальні кубки | Континентальні кубки | Інші змагання | Інші змагання | Інші змагання | Усього | Усього |
| Сезон                       | Команда                     | Ліга                        | Ігор      | Голів     | Ліга               | Ігор               | Голів              | Ліга                 | Ігор                 | Голів                | Ліга          | Ігор          | Голів         | Ігор   | Голів  |
| --------------------------- | --------------------------- | --------------------------- | --------- | --------- | ------------------ | ------------------ | ------------------ | -------------------- | -------------------- | -------------------- | ------------- | ------------- | ------------- | ------ | ------ |
| 2005–06                     | «Петролул»                  | ЛII                         | 14        | 4         | КР                 | 1                  | 0                  | -                    | -                    | -                    | -             | -             | -             | 15     | 4      |
| 2006–07                     | «Петролул»                  | ЛII                         | 32        | 7         | КР                 | 0                  | 0                  | -                    | -                    | -                    | -             | -             | -             | 32     | 7      |
| 2007–08                     | «Петролул»                  | ЛII                         | 34        | 10        | КР                 | 0                  | 0                  | -                    | -                    | -                    | -             | -             | -             | 34     | 10     |
| 2008–09                     | «Петролул»                  | ЛII                         | 27        | 6         | КР                 | 3                  | 1                  | -                    | -                    | -                    | -             | -             | -             | 30     | 7      |
| 2009–10                     | «Петролул»                  | ЛII                         | 32        | 7         | КР                 | 0                  | 0                  | -                    | -                    | -                    | -             | -             | -             | 32     | 7      |
| 2010–11                     | «Петролул»                  | ЛII                         | 12        | 7         | КР                 | 2                  | 2                  | -                    | -                    | -                    | -             | -             | -             | 14     | 9      |
| Усього за «Петролул»        | Усього за «Петролул»        | Усього за «Петролул»        | 151       | 41        |                    | 6                  | 3                  |                      | -                    | -                    |               | -             | -             | 157    | 44     |
| 2010–11                     | «Астра» (Джурджу)           | ЛI                          | 6         | 0         | КР                 | 1                  | 0                  | -                    | -                    | -                    | -             | -             | -             | 7      | 0      |
| 2011–12                     | «Астра» (Джурджу)           | ЛI                          | 9         | 0         | КР                 | 1                  | 1                  | -                    | -                    | -                    | -             | -             | -             | 10     | 1      |
| 2012–13                     | «Астра» (Джурджу)           | ЛI                          | 26        | 12        | КР                 | 5                  | 3                  | -                    | -                    | -                    | -             | -             | -             | 31     | 15     |
| 2013–14                     | «Астра» (Джурджу)           | ЛI                          | 28        | 13        | КР                 | 6                  | 4                  | ЛЄ                   | 7                    | 4                    | -             | -             | -             | 41     | 21     |
| 2014–15                     | «Астра» (Джурджу)           | ЛI                          | 28        | 10        | КР+КЛ              | 0+3                | 1                  | ЛЄ                   | 10                   | 1                    | СР            | 1             | 0             | 42     | 12     |
| 2015–16                     | «Астра» (Джурджу)           | ЛI                          | 18        | 8         | КР+КЛ              | 2+1                | 1+0                | ЛЄ                   | 6                    | 3                    | -             | -             | -             | 27     | 12     |
| 2016                        | «Далянь Їфан»               | 1Л                          | 4         | 0         | КК                 | 0                  | 0                  | -                    | -                    | -                    | -             | -             | -             | 4      | 0      |
| 2016–17                     | «Астра» (Джурджу)           | ЛI                          | 18+8      | 6         | КР+КЛ              | 5+1                | 4+1                | ЛЄ                   | 8                    | 2                    | СР            | -             | -             | 40     | 13     |
| Усього за «Астру» (Джурджу) | Усього за «Астру» (Джурджу) | Усього за «Астру» (Джурджу) | 133+8     | 49        |                    | 25                 | 15                 |                      | 31                   | 10                   |               | 1             | 0             | 198    | 74     |
| 2017–18                     | «Стяуа»                     | ЛI                          | 16        | 6         | КР                 | 0                  | 0                  | ЛЧ+ЛЄ                | 2+7                  | 1+3                  | -             | -             | -             | 25     | 10     |
| Усього за кар'єру           | Усього за кар'єру           | Усього за кар'єру           | 312       | 96        |                    | 31                 | 18                 |                      | 40                   | 14                   |               | 1             | 0             | 384    | 128    |

### Статистика виступів за збірну
| Дата       | Місто      | Господарі         | Результат | Гості     | Турнір            | Голи | Примітки |
| ---------- | ---------- | ----------------- | --------- | --------- | ----------------- | ---- | -------- |
| 07-02-2015 | Анталья    | Румунія           | 0 – 0     | Угорщина  | товариський матч  | -    | 59'      |
| 14-02-2015 | Анталья    | Молдова           | 1 – 2     | Румунія   | товариський матч  | -    | 89'      |
| 04-09-2015 | Будапешт   | Угорщина          | 0 – 0     | Румунія   | Відбір до ЧЄ 2016 | -    | 78'      |
| 07-09-2015 | Бухарест   | Румунія           | 0 – 0     | Греція    | Відбір до ЧЄ 2016 | -    | 64'      |
| 11-10-2015 | Торсгавн   | Фарерські острови | 0 – 3     | Румунія   | Відбір до ЧЄ 2016 | 2    | 88'      |
| 17-11-2015 | Болонья    | Італія            | 2 – 2     | Румунія   | товариський матч  | -    | 46'      |
| 05-10-2017 | Плоєшті    | Румунія           | 3 – 1     | Казахстан | Відбір до ЧС 2018 | 2    | 79'      |
| 08-10-2017 | Копенгаген | Данія             | 1 – 1     | Румунія   | Відбір до ЧС 2018 | -    | 66'      |
| Усього     |            | Матчів            | 8         |           | Голів             | 4    |          |

## Титули і досягнення

### Командні
- Володар Кубка Румунії (1):

«Астра» (Джурджу): 2013–14
- Володар Суперкубка Румунії (1):

«Астра» (Джурджу): 2014

### Особисті
- Футболіст року в Румунії: 2017